# Janusz Zawiła-Niedźwiecki
Janusz Zawiła-Niedźwiecki (ur. 31 października 1953 w Krakowie) – dr hab. nauk ekonomicznych w dyscyplinie nauk o zarządzaniu, inżynier organizator produkcji; dziekan Wydziału Zarządzania Politechniki Warszawskiej w kadencji 2016-2019.

## Życiorys
Absolwent – XV Liceum Ogólnokształcącego im. Narcyzy Żmichowskiej w Warszawie (1972), a następnie Wydziału Mechanicznego Technologicznego Politechniki Warszawskiej (1977).
Od 2005 r. naukowiec Politechniki Warszawskiej, Wydziału Inżynierii Produkcji, a następnie Wydziału Zarządzania. Doktorat w roku 1997 (praca "Model doboru technik notowań na polskim rynku papierów wartościowych"), habilitacja w roku 2014 (rozprawa "Zarządzanie ryzykiem operacyjnym w zapewnianiu ciągłości działania organizacji"). Specjalizacja naukowa: zarządzanie ryzykiem operacyjnym, zrównoważone zarządzanie, zarządzanie wiedzą, publiczne zarządzanie kryzysowe;
Członek Polskiej Komisji Akredytacyjnej w kadencji 2012-2015, członek Zespołu Badań i Rozwoju Naczelnej Organizacji Technicznej 2013-2016, członek Rady Naukowej GIODO 2013-2014, wiceprzewodniczący Komitetu Naukowego GPW 2013-2016, sekretarz zarządu Oddziału Warszawskiego PTE w kadencji 2013-2014; członek zarządu Naukowego Towarzystwa Informatyki Ekonomicznej w kadencji 2015-2019, przewodniczący Rady Fundacji im. Prof. Kazimierza Bartla od 2009 r., członek Komitetu Programowego Fundacji IT Leader Club Polska od 2015 r., członek Rady ds. Cyfryzacji przy Ministrze Cyfryzacji (kadencja 2016-2018), przewodniczący Rady Naukowej Instytutu Łączności - Państwowego Instytutu Badawczego (kadencje: 2017-2021, 2021-2025).
Dziekan Wydziału Zarządzania Politechniki Warszawskiej (kadencja 2016-2019), Pełnomocnik Rektora Politechniki Warszawskiej ds. informatyzacji i p.o. Dyrektora Centrum Informatyzacji PW (2013-2016).

### Praktyk zarządzania
- (m.in.) dyrektor ośrodka informatycznego Pol-Mot sp. z o.o. w latach 1986-1991
- dyrektor informatyki Giełdy Papierów Wartościowych w Warszawie w latach 1993-1999
- dyrektor generalny Fund Services sp. z o.o. w latach 1999-2000
- członek zarządu i dyrektor zarządzający PZU S.A. w latach 2000-2002
- prezes spółki PZU Agent Transferowy w latach 2001-2002
- kierownik projektu Platformy Lokalizacyjno-Informacyjnej z Centralną Bazą Danych (część systemu telefonu alarmowego 112) w Urzędzie Komunikacji Elektronicznej w latach 2008-2011.

### Członkostwa w towarzystwach
- Polskie Towarzystwo Ekonomiczne,
- Polskie Towarzystwo Zarządzania Produkcją,
- Naukowe Towarzystwo Informatyki Ekonomicznej.

## Nagrody, wyróżnienia, odznaczenia
- Nagroda Silver Winner of the SAP Quality Awards 2014 (jako dyrektor Centrum Informatyzacji PW);
- Nagroda „Lider Informatyki 1998” tygodnika Computerworld (jako dyrektor informatyki GPW);
- Wyróżnienie w roku 2014 w ramach Nagrody im. Remigiusza Kaszubskiego przyznawanej przez Związek Banków Polskich;
- Nominacja do nagrody "Liderzy Zarządzania Uczelniami - LUMEN 2015" w kategorii "Innowacyjność";
- Medal Komisji Edukacji Narodowej[5]

## Wybrane publikacje
- pod red. J. Zawiła-Niedźwiecki, K. Rostek, A. Gąsiorkiewicz „Informatyka gospodarcza” (4 tomy), C.H.Beck, Warszawa 2010, ISBN 978-83-255-2161-5 (t.1), ISBN 978-83-255-2162-2 (t.2), ISBN 978-83-255-2163-9 (t.3), ISBN 978-83-255-2164-6 (t.4) (książka nagrodzona na Targach wydawców ekonomicznych w 2011 r.)
- F. Wołowski, J. Zawiła-Niedźwiecki „Bezpieczeństwo systemów informacyjnych. Praktyczny przewodnik zgodny z normami polskimi i międzynarodowymi”, edu-Libri, Kraków 2012, ISBN 978-83-63804-00-8 (książka nagrodzona przez Rektora Politechniki Warszawskiej w 2013 r.)
- J. Zawiła-Niedźwiecki „Zarządzanie ryzykiem operacyjnym w zapewnianiu ciągłości działania organizacji”, edu-Libri, Kraków 2013, ISBN 978-83-63804-12-1 (książka nagrodzona przez Rektora Politechniki Warszawskiej w 2015 r.)
- J. Zawiła-Niedźwiecki „Operational risk as a problematic triad: risk – resource security – business continuity”, edu-Libri, Kraków 2014, ISBN 978-83-63804-42-8[6]
- pod red. I. Staniec, J. Zawiła-Niedźwiecki "Ryzyko operacyjne w naukach o zarządzaniu", C.H.Beck, Warszawa 2015, ISBN 978-83-255-7317-1
- pod red. A.Kosieradzka, J.Zawiła-Niedźwiecki "Zaawansowana metodyka oceny ryzyka w publicznym zarządzaniu kryzysowym", edu-Libri, Kraków 2016, ISBN 978-83-63804-78-7
- J. Zawiła-Niedźwiecki "Od zarządzania ryzykiem operacyjnym do publicznego zarządzania kryzysowego", edu-Libri, Kraków 2018, ISBN 978-83-65648-21-1
- A. Kamińska, M. Kotarba, J. Stańczak, A. Zajkowski, J. Zawiła-Niedźwiecki "Projektowanie strategii informatyzacji organizacji", Wydział Zarządzania Politechniki Warszawskiej, Warszawa 2022, ISBN 978-83-63370-40-4 Pełna treść książki udostępniona nieodpłatnie na wolnej licencji.
- J. Zawiła-Niedźwiecki "Przewodnik opracowywania rozprawy doktorskiej w naukach o zarządzaniu", edu-Libri, Kraków 2023, ISBN 978-83-66395-56-5